# Дёмин, Георгий Васильевич
Гео́ргий Васи́льевич Дёмин (18 апреля [2 мая] 1912, Серпухов, Российская империя — 19 июля 1997, Москва, СССР) — советский футболист, нападающий.

## Карьера
В московское «Динамо» Дёмин пришёл в 1932 году из смоленского. В том году он сыграл два матча в чемпионате Москвы. В чемпионате СССР Георгий провёл один матч — 24 июля 1937 года против ленинградских одноклубников. Он вышел в стартовом составе и был заменён Алексеем Пономарёвым после перерыва. В 1938 году покинул коллектив и затем некоторое время выступал за клубные команды динамовцев.

## Достижения
«Динамо» Москва
- Чемпион СССР: 1937[источник не указан 4133 дня]